# Disney Jr.
Disney Jr. é um canal de televisão por assinatura americana, da propriedade Disney Entertainment para The Walt Disney Company e foi através pela Disney Branded Television.
Sua programação consiste em séries de televisão originais, lançadas no cinema e exclusivas em mídia doméstica, além de selecionar outras programações de terceiros.
De fevereiro de 2011 a janeiro de 2017, o Disney Junior também nomeou um bloco de programa de manhã e início da tarde, visto na rede irmã Disney Channel, com a marca Disney Junior no Disney Channel, transmitindo durante a semana das 6:00 às 14:00. (Das 6:00 às 10:00 horas durante os meses de verão e períodos designados de intervalo escolar) e fins de semana das 6:00 às 9:00 horas, horário do Leste e do Pacífico.
Em janeiro de 2016, o canal estava disponível para 74,0 milhões de famílias nos EUA.

## História
The Walt Disney Company tentou lançar um canal de assinatura de 24 horas para crianças em idade pré-escolar nos Estados Unidos, quando a empresa anunciou planos de lançar o Playhouse Disney Channel, um ramo de televisão do bloco de programação diurna do Disney Channel, Playhouse Disney, que foi lançado no canal em 8 de maio de 1997 (exibido durante a manhã, sete dias por semana, com os blocos de segunda a sexta-feira durando até o início da tarde). Os planos para a rede dos Estados Unidos foram finalmente arquivados, no entanto, os canais dedicados da Playhouse Disney foram lançados em outros países internacionalmente.
O desenvolvimento do Disney Junior começou em 26 de maio de 2010, quando o Disney-ABC Television Group anunciou o lançamento do canal como um serviço de televisão paga, que competiria com outros canais de assinatura direcionados principalmente a crianças em idade pré-escolar, como Nick Jr., Qubo e Sprout, além disso, o bloco Playhouse Disney no Disney Channel também seria renomeado sob a faixa Disney Junior, antes do lançamento do canal com o mesmo nome. O anúncio também pedia os 22 blocos de programação existentes e canais pagos fora dos Estados Unidos com o nome de Playhouse Disney sendo renomeado como Disney Junior.
O principal canal nos Estados Unidos pretendia substituir o SOAPnet, um canal de propriedade da Disney que apresentava novelas diurnas vistas nas principais redes de transmissão (incluindo a rede irmã ABC) e reprises de séries dramáticas no horário nobre, devido ao contínuo declínio na popularidade e quantidade de novelas na televisão aberta, ao longo do crescimento dos serviços de vídeo sob demanda (incluindo a disponibilidade de transmissão on-line para novelas) e gravadores de vídeo digitais que negavam a necessidade de um canal linear dedicado ao gênero.

### Lançamentos de rede e blocos
O Disney Junior foi lançado pela primeira vez como um bloco de programação no Disney Channel em 14 de fevereiro de 2011 ás 6:00 da manhã, horário do leste dos EUA, com o episódio Little Einsteins "Fire Truck Rocket" como o primeiro programa a ser exibido no bloco. O canal Disney Junior foi originalmente programado para ser lançado em janeiro de 2012 mas em 28 de julho de 2011, o Disney-ABC Television Group adiou a data de lançamento do canal para uma data não especificada no início de 2012 e, em seguida, em 9 de janeiro de 2012 o Disney-ABC Television Group anunciou que a data de encerramento da Soapnet para a maioria dos provedores de cabo estava agendada para 22 de março de 2012. A contraparte de 24 horas do canal de assinatura de 24 horas do Disney Junior foi lançada oficialmente no dia seguinte em 23 de março
às 12:00 no horário da costa leste dos EUA. com o episódio da série A Casa do Mickey Mouse, "A Grande Surpresa de Mickey" como o primeiro programa a ser exibido no canal. Programação destaque no lineup inicial do canal incluído Jake e os Piratas na Terra Nunca, A Casa do Mickey Mouse e Doutora Brinquedos, o canal também lançou uma nova série curta A Poem Is. bem como o bloco de fim de semana, o Magical World of Disney Junior.
Embora de fato, tenha assumido o espaço de canal da SOAPnet, continuava existindo um feed automatizado desse canal para fornecedores que ainda não haviam chegado a um acordo para transportar o Disney Junior (semelhante a outros feeds de canais automatizados que continuaram a operar durante as transições da Nickelodeon Games and Sports for Kids
 para The N (agora TeenNick, e Fox Reality Channel para Nat Geo Wild), ou estendidos para não perder assinantes devido à perda imediata dessa rede. Isso incluiu alguns fornecedores, como Cox Communications, Optimum, DirecTV, Verizon FiOS e Time Warner Cable, que continuaram a usar o Soapnet enquanto adicionavam o canal Disney Junior às suas linhas de canais. As operações da SOAPnet continuaram dezesseis meses depois do que havia sido planejado originalmente, até que a rede finalmente parou de operar em 31 de dezembro de 2013 às 23h59 (horário da costa leste dos EUA). As operações da Soapnet continuaram dezesseis meses depois do que havia sido planejado originalmente, até que a rede finalmente parou de operar em 31 de dezembro de 2013 às 23h59 (horário da costa leste dos EUA).
Em 2012, o Disney Junior lançou a antologia da noite de cinema como Magical World of Disney Junior. O canal também estreou seu primeiro filme original do Disney Junior, Lucky Duck, durante o Magical World na sexta-feira, 20 de junho de 2014.

## Carruagem de televisão
Desde o seu lançamento, o Disney Junior ficou disponível inicialmente para assinantes da Xfinity, Time Warner Cable, Cablevision, Bright House Networks e Verizon FiOS, Os outros fornecedores assinariam acordos de transporte para administrar a rede após o seu lançamento:
- Em 26 de março de 2012, a Cox Communications anunciou que transportaria o Disney Junior, como parte do pacote "Variety Pak" do fornecedor.
- Em 3 de abril de 2012, o Disney-ABC Television Group anunciou que havia alcançado um acordo de distribuição com a Cooperativa Nacional de Televisão a Cabo para transportar a Disney Junior, que negocia acordos de transporte em nome de muitos dos pequenos fornecedores de cabo da América[12]
- O Cable One adicionou a rede à camada digital de seus sistemas em 26 de maio de 2012.
- Em 21 de junho de 2012, a RCN Corporation começou a transportar a rede em seus sistemas.
- Em 13 de julho de 2012, a DirecTV anunciou que a rede Disney Junior seria adicionada à sua programação no dia seguinte, no dia 14, um sábado.[13] Os observadores da indústria questionaram tanto o anúncio inesperado quanto o lançamento não tradicional do final de semana da rede, como sendo programado para uma disputa de carruagem de nove dias entre a DirecTV e a Viacom e a perda de Nick Jr. quatro dias antes, como resultado da disputa.[14]
- Em 31 de dezembro de 2012, a Charter Communications chegou a um acordo com o Disney-ABC Television Group em um novo contrato de transporte de vários anos para a ABC, todas as redes Disney Channels Worldwide e ESPN dos EUA e a família ABC, que incluíam a adição dos sistemas Disney Junior to Charter durante o primeiro trimestre de 2013.[15]
- Em 15 de janeiro de 2013, a AT&T U-verse também chegou a um acordo com a The Walt Disney Company em um novo contrato de vários anos para transportar a família de redes Disney-ABC Television Group e a ESPN, que incluía a adição do Disney Junior.
- Dish Network, o último grande fornecedor de televisão a não assinar um contrato de transporte para a Disney Junior, adicionou o canal em 10 de abril de 2014, depois de um longo período de acrimônia e uma extensão de seis meses do contrato anterior de transporte com a The Walt Disney Company para algumas redes selecionadas (algumas das quais não estavam disponíveis em HD, em parte como resultado de uma disputa de 2011 com a empresa), A Dish e a Disney chegaram a um acordo completo ao transportar todas as redes da Disney-ABC, tanto em padrão quanto em alta definição, em 3 de março de 2014, com a resolução de questões legais envolvendo o sistema DVR da Hopper da Dish, que também incluía direitos de transmissão para as redes como parte da Dish. Serviço de streaming de IPTV, Sling TV.[16]

## Programação
A programação no canal Disney Junior inclui séries originais (como Vampirina), programas anteriormente vistos no agora extinto bloco Playhouse Disney (como o A Casa do Mickey Mouse), além de repetições de programas originais anteriores (como Doutora Brinquedos), incluindo algumas que também são exibidas no bloco matinal e séries curtas do Disney Channel, bem como reprises de algumas séries animadas mais antigas que já haviam sido vistas na rede irmã ABC, CBS (feita antes de 1996) e programas do Disney Channel e Toon Disney, que são transmitidos pelo canal pela demanda popular (especialmente durante o local noturno do cemitério) No entanto, o canal também realiza vários programas de pré-escola que não são da Disney (como PJ Masks e Bluey).

## Serviços Relacionados
Disney Junior HD
O Disney Junior HD é um simulcast de alta definição do canal Disney Junior que transmite no formato de resolução 720p (o formato HD recomendado para as propriedades de TV por assinatura e de TV paga do Disney-ABC Television Group). A maioria dos fornecedores começou a carregá-lo no lançamento do Disney Junior na maioria das áreas e usa uma versão reduzida para fornecer seus feeds de definição padrão. A DirecTV começou a transmitir o feed HD do Disney Junior em 15 de agosto de 2012.
Disney Junior On Demand
O Disney Junior On Demand é o serviço de vídeo sob demanda do canal, oferecendo episódios selecionados da série original do Disney Junior. Está disponível para a maioria dos provedores baseados em assinatura que transportam a rede.
Disney Junior App
Anteriormente conhecido como WATCH Disney Junior até uma reformulação de junho de 2016, o aplicativo móvel e o visualizador de mídia digital do Disney Junior oferecem streaming ao vivo e sob demanda de conteúdo do Disney Junior on-line. Esses aplicativos exigem que os usuários se autentiquem com um login de um provedor de serviços de televisão participante para acesso ao vídeo ao vivo ou aos episódios mais recentes de uma série, embora uma seleção limitada de episódios gratuitos também esteja disponível sem um login, o aplicativo foi encerrado em 15 de fevereiro de 2018.
DisneyNOW
Em 28 de setembro de 2017, o aplicativo Disney Channel foi relançado como DisneyNOW, que combina os aplicativos Disney Channel, Disney Junior, Disney XD e Radio Disney em um aplicativo universal com acesso a todos os quatro serviços. O aplicativo Disney Junior foi descontinuado em 15 de fevereiro de 2018.

## Variações de logo
Além de seu logo atual, outras versões já foram lançadas, assim, a maioria dos shows que vai ao ar no Disney Junior tem sua própria variação de logotipo, com o padrão "Disney", escrita com a famosa caligrafia de Walt Disney, junto ao logo " Junior ", e embaixo, o nome e as letras daquele show em particular.
- Mickey Mouse Clubhouse e Mickey Mouse Mixed-Up Adventures: o 'J' se assemelha ao Pateta, o 'u' se assemelha a Minnie Mouse, o 'n' se assemelha Pluto, o 'i' se assemelha Mickey Mouse, o 'o' se assemelha Pato Donald e o 'r' se assemelha Margarida.

- Jake and the Never Land Pirates: o 'J' se assemelha a um mapa do tesouro, o 'u' se assemelha a um navio pirata chamado Bucky, o 'n' se assemelha a um tesouro, o 'i' se assemelha a Jake (o protagonista da série), o 'o' se assemelha a roda de um navio e o 'r' se assemelha Skully (papagaio de Jake).

- Handy Manny: o 'J' se assemelha a Dusty (serra), o 'u' se assemelha Felipe (chave de fenda), o 'n' se assemelha Turner (outra chave de fenda), o 'i' se assemelha Manny, 'o' se assemelha Rusty e o 'r' se assemelha Pat (martelo).

- Special Agent Oso: o 'J' lembra uma pata de Urso, o 'u' se assemelha ao relógio comunicador de pulso do Urso, o 'n' se assemelha as cores principais do Urso (amarelo e verde azulado), o 'i' se assemelha ao Urso, 'o' se assemelha a "pata-piloto" do Urso e o 'r' assemelha-se as roupas do Urso.

- Jungle Junction: o 'J' se assemelha Hippobus, o 'u' se assemelha a Zooter, o 'n' se assemelha a Taxicrab, o 'i' se assemelha Bungo, o 'o' se assemelha Ellyvan e o 'r' se assemelha Crocker.

- Imagination Movers: o 'J' se assemelha a uma flecha, o 'u' se assemelha a uma guitarra, o 'n' assemelha-se a uma parede de tijolos, o 'i' assemelha-se Dave (um dos motores), o 'o' se assemelha-se a uma engrenagem e o 'r' se assemelha ao Armázem do Rato: apesar de a variação do logotipo ser um ventilar, o 'i' muitas vezes mudou de cor para cada motor (Scott, Rich, Dave e Smitty).

- 101 Dálmatas: a cor de cada letra descreve-se como "branco com manchas pretas" e "similar a um cachorro dálmata" e o 'i' é um cachorro (com cabeça, orelhas e pescoço) baseado nos "101 Dálmatas".

- Little Einsteins: o 'J' representa Annie, o 'u' retrata Rocket, o 'n' representa June, o 'i' representa o Leo, com a cabeça como o "pingo" do 'i', o 'o' representa um tambor e o 'r' representa Quincy, tendo notas musicais como detalhes do logotipo.

- Chuggington: o 'J' representa uma faixa, o 'u' representa Emery, o 'n' se assemelha Brewster (os faróis de Wilson como "pingo" do 'i'), o 'o' representa Koko e o 'r' representa Vee.

- Cars Toons: o 'J' representa um carro roxo sem nome com uma chama laranja como degradê, o 'u' representa um carro vermelho sem nome com as luzes dos faróis na cor marrom, o 'n' se assemelha a um carro ciano sem nome com uma linha curva na cor preta, o 'i' representa Relâmpago McQueen, 'o' representa um pneu e o 'r' assemelha-se com um carro vermelho sem nome com um contorno branco, fazendo "trilhas" na tela.